# Aït Daoud (Béjaïa)
Pour les articles homonymes, voir Aït Daoud.
Ait Daoud (aydaoud en kabyle) est un village de Kabylie en Algérie, dans la commune de Leflaye, administrativement rattachée à la daïra de Sidi-Aïch.